# La Belle Jardinière (Jean Lescure)
Pour les articles homonymes, voir La Belle Jardinière.
La Belle Jardinière est un recueil de poèmes, en vers et en prose, publié par Jean Lescure en 1988 aux éditions Clancier-Guénaud (96 pages). L'auteur y expérimente des techniques de création littéraire qui s'inscrivent dans le champ des activités de l'Oulipo, dont il est membre fondateur.

## Composition
La Belle Jardinière (suivant son titre complet : « suivie par Le Jardinier d'Empédocle avec quelques recettes d'oulipotage dont Mort à l'élément terre le tout constituant Il trionfo della morte II ») est composé de plusieurs ensembles.
Le premier (p. 7-30) donne son titre au recueil. Il est dédié à Gérard Murail qui avait entrepris d'en réaliser une édition à tirage limité, demeurée en 1971 au stade des épreuves. Les deux premiers poèmes sont présentés comme des dédicaces à Raymond Queneau.
Le deuxième, Le Jardinier d'Empédocle, (p. 31-52), « à la mémoire de Paul Vincensini », avait paru partiellement en 1965 dans la revue Temps mêlés dirigée à Verviers par André Blavier.
Le troisième, Quelques recettes d'oulipotage (p. 53-72), dédié « aux Oulipotes », rassemble  notamment une suite à l'ensemble précédent, Le jardinier voyage en Grèce (dont cinq « poèmes pour bègue »), quatre nouveaux « poèmes carrés » (selon la définition qu'en donnait Lescure en 1968 dans Drailles) et cinq « quatrains aléatoires » engendrés à partir du premier d'entre eux.
Mort à l'élément terre (p. 73-81), dédié à Michel-Georges Bernard, constitue le dernier ensemble, publié partiellement sous le même titre aux Éditions de l'Orycte en 1981 (avec un portrait de l'auteur par Alexander Calder en couverture), puis sous le titre Ultra crepidam dans la Bibliothèque oulipienne (no 36) en 1986. De la méthode (p. 79-81) révèle comment ces textes ont été composés à partir de plusieurs poèmes de Morale élémentaire de Raymond Queneau.

## Jean Lescure,Raymond Queneauet l'Oulipo
Dans la postface sur laquelle s'achève l'ouvrage, Jean Lescure se remémore son amitié avec Queneau, dont il publie des Exercices de style dans Messages en 1943 et 1944, ainsi que leurs activités pré-oulipiennes. 
Il évoque les poèmes humoristiques de La Marseillaise bretonne (dont des extraits sont publiés dès 1942) qu'il rassemble en 1960 sur l'incitation de Queneau à la fin de ses Treize poèmes. Il raconte comment s'étaient simultanément décidées, fin 1942 ou janvier 1943, l'écriture de ses poèmes en prose de La Plaie ne se ferme pas que publie Edmond Charlot en 1949 et celle des Exercices de style que fait paraître Queneau en 1947. « Raymond me dit « tu devrais écrire des poèmes avec des mots pas courants comme dans Le Voyage immobile  (...)  Je te donne dix mots, tu veux ? »  (...) Moi je lui dis : « tu écris la même histoire de dix manières différentes ». Il l'écrira plus tard de cent manières ».
Dans cette veine pré-oulipienne, Jean Lescure relève ensuite la présence de nombreux acrostiches dans ses poèmes d''Une anatomie du secret (1946), composée en 1944, publiée en 1946.
Dans cette postface Lescure revient sur la création de l'Oulipo. À la suite de la décade, Raymond Queneau et une Nouvelle Défense et Illustration de la Langue Français qu'il dirige en septembre 1960 à Cerisy avec Georges-Emmanuel Clancier, une première réunion de sept des participants, Queneau, Lescure, François Le Lionnais, Jean Queval, Jacques Bens, Jacques Duchateau et Claude Berge), a lieu en novembre et aboutit à la fondation du Sélitex (Séminaire de Littérature Expérimentale) qui devient l'Olipo le mois suivant et l'Oulipo en janvier 1961. 
La contribution majeure de Lescure à ses activités est la mise au point en 1961 de la méthode S+7. À partir d'un texte quelconque, elle permet de produire de nouveaux textes en remplaçant chaque substantif (mais aussi chaque adjectif ou verbe) par le septième (ou le xième) qui le suit dans un dictionnaire assez réduit de façon que l'opération déborde la famille du mot initial. Le poète « apprend que des techniques somment le langage de constituer ses figures, que les contraintes qu'il s'impose sont pleines de vertus et forcent des combinaisons insoupçonnées à se former. Ce que l'on croyait obstacle à l'inspiration est ouvrier de réalité. », résumera en 1964 Jean Lescure.
Aux Oulipotages auxquels ne cessera de s'exercer Jean Lescure se rattachent Le petit meccano poétique n°00 et les Poèmes carrés publiés dans Drailles (1968) ainsi que maints poèmes du Satyre est con (1998) et des Gnomides (1999). Le poète, résume Lescure, « apprend que des techniques somment le langage de constituer ses figures, que les contraintes qu'il s'impose sont pleines de vertus et forcent des combinaisons insoupçonnées à se former. Ce que l'on croyait obstacle à l'inspiration est ouvrier de réalité. ».